# Jordi de Pisídia
Jordi de Pisídia va ser un escriptor grec. El seu gentilici apareix escrit en diverses formes en grec: Πισσίδον, Πισίδου, Πισιδίου, Πησίδου, Πησίδη, Πισσίδους, Πισίδονς, i en llatí com Pisides i Pisida.
Va néixer a Pisídia i va viure en temps de l'emperador Heracli (610-641) i del patriarca Sergi (610-639). És esmentat amb els càrrecs de diaca i Χαροτοφύλαξ (cartofílac o registrador) o Σκευοφύλαξ, (esqueuofilax, portador dels vasos sagrats) de la Gran església de Constantinoble. Nicèfor Cal·list l'anomenada "refendari" (Ρεφενδάριος. Va acompanyar a l'emperador Heracli a la seva primera expedició contra els perses el 622.

## Obres
Les obres que es conserven d'aquest autor són: 
- Εἰς τὴν κατὰ Π῾ρσῶν Ἐκστρατείαν Ἡρακλείον τοῦ Βασιλέως, ἀκροάσεις τρεῖς, De Expeditione Heraclii Imperatoris contra Persas Libri tres. Mencionada per l'enciclopèdia Suides, narra l'expedició d'Heracli contra els perses en versos iàmbics trimètrics.
- Πόλεμος Ἀβαρικός, or Ἀβαρικά, Bellum Avaricum, o Avarica; o (nom sencer) Εις τὴν γενομένην ἔφοδον τῶν Βαρβαρῶν καὶ εἰς τὴν αὐρῶν ἀστυχίαν ἤτοι ἔκθεσις τοῦ ψενομένου πολέμου εἰς τὸ τεῖχος τῆς Κωνσταντινουπόλεως μεταξὺ Ἀβάρων καὶ τῶν Πολίτων, De invasione facta a barbaris ac de frustrato eorum consilio, sive expositio belli quod gestum est ad moenia Constantinopoleos inter Abares et Cives. Aquesta obra descriu l'atac dels àvars a Constantinoble i com foren rebutjats (626) estant absent Heracli i amb l'armada persa ocupant Calcedònia.
- Ἀκάθιστος Ὕμνος, Hymnus Acathistus, commemoració de la victòria sobre els àvars.
- Εἰς τὴς ἁγίαν τ? Χριστο? τοῦ Θεο? ἡμῶν ἀνάστασιν In Sanetam Jesu Christi, Dei Nostri, Resurrectionem. Poema en 129 trímetres iàmbics escrit vers el 627
- Εἰς Ἡράκλειον τὸν Βασιλέα, De Heraclio Imperatore, comunament anomenada Ἡρακλιάς Heraclias, o Ἡρακλιάδος Ἀκροάσεις δύω, Heracliadis Libri Duo. També és coneguda com, ἤτοι εἰς τὴν τέλειαν πτῶσιν Χοσπόου Βασιλέως Περσῶν Sive de Extremeo Chosroae Persarum Regis Eacidio. Escrita vers el 628.
- Ἑξαήμερον ἤτοι Κοσμουργία, Opus Sex Dierum seu Mundi Opificium. Poema de 1910 trímetres iàmbics.
- Εἰς τὸν μάταιον Βίον, De Vanitate Vitae. Poema de 262 versos iàmbics.
- Κατὰ Σευήρον Contra Severum o Κατὰ δυσσεβοῦς Σευήρον Ἀντιοχείας, Contra Imperium Severum Antiochiae. Poema de 731 versos iàmbics.
- Ἐγκώμιον εἰς τὸν ἅγιον Ἀναστάσιον μάρτυρα, Encomium in Sanctum Anastasium Martyrem; o més complet Βίος καὶ πολιτεία καὶ ἄθληδις τοῦ ἁγίου καὶ ἐνδόσου ὁσίον μάρτυρος Ἀναστασίου τοῦ μαρτυρήσαντος ἐν Πέρσιδι, Vita, Institutum, et Certamen Sancti, Gloriosi, et Venerabilis Martyris Anastasii, qui in Perside Martyrium passes est. Aquest text és en prosa.
- Εἰς τὸν ἐν Βλαχέρναις ναὸν In Templum Deiparae Constantinopoli in Blachernis situm; poema curt en vers iàmbic.

Va escriure altres obres que no es conserven però són esmentades per altres autors com Teòfanes Isàuric a la seva Chonographia, Suides al Lexicon, Jordi Cedrè al Compendium, Nicèfor Cal·list a la seva Historia Ecclesiastica, i Joan Tzetzes als Commentarii.